# Trochalopteron
A Trochalopteron a madarak osztályának verébalakúak (Passeriformes) rendjébe és a  Leiothrichidae családjába tartozó nem.

## Rendszerezésük
A nemet Edward Blyth írta le 1843-ban, jelenleg az alábbi fajok tartoznak ide:
- pikkelymintás álszajkó (Trochalopteron subunicolor)
- barnasapkás álszajkó (Trochalopteron austeni)
- kékszárnyú álszajkó (Trochalopteron squamatum)
- vonalkázott álszajkó (Trochalopteron lineatum)
- bhutáni álszajkó (Trochalopteron imbricatum)
- csíkozott álszajkó (Trochalopteron virgatum)
- tarka álszajkó (Trochalopteron variegatum)
- feketepofájú álszajkó (Trochalopteron affine)
- fehérszakállas álszajkó (Trochalopteron morrisonianum)
- barna álszajkó (Trochalopteron elliotii)
- barnaarcú álszajkó (Trochalopteron henrici)
- vörösfarkú álszajkó (Trochalopteron milnei)
- pirosszárnyú álszajkó (Trochalopteron formosum)
- barnakoronás álszajkó (Trochalopteron erythrocephalum)
- asszámi álszajkó (Trochalopteron chrysopterum)
- ezüstfülű álszajkó (Trochalopteron melanostigma)
- aranyszárnyú álszajkó (Trochalopteron ngoclinhense)
- galléros álszajkó (Trochalopteron yersini)
- maláj álszajkó (Trochalopteron peninsulae)

A következő négy fajt egyes újabb rendszerek leválasztanak a nemről és az újonnan létrehozott Montecincla nembe sorolják őket.
- nilgiri álszajkó (Trochalopteron cachinnans[2] vagy Montecincla cachinnans)[1]
- palani álszajkó (Trochalopteron fairbanki[2] vagy Montecincla fairbanki)[1]
- ashambui álszajkó (Trochalopteron meridionalis[2] vagy Montecincla meridionalis)[1]
- banasurai álszajkó (Trochalopteron jerdoni[2] vagy Montecincla jerdoni)[1]

## Előfordulásuk
Ázsia déli részén honosak. A természetes élőhelyük a szubtrópusi vagy trópusi hegyi esőerdők és magaslati cserjések.

## Megjelenésük
Testhosszuk 18–28 centiméter közötti.

## Életmódjuk
Gerinctelenekkel és növényi anyagokkal táplálkoznak.